# Typhochrestus chiosensis
Typhochrestus chiosensis là một loài nhện trong họ Linyphiidae.
Loài này thuộc chi Typhochrestus. Typhochrestus chiosensis được Jörg Wunderlich miêu tả năm 1995.